# Pseudocaranx
A Pseudocaranx a csontos halak (Osteichthyes) főosztályának a sugarasúszójú halak (Actinopterygii) osztályába, ezen belül a sügéralakúak (Perciformes) rendjébe és a tüskésmakréla-félék (Carangidae) családjába tartozó nem.

## Rendszerezés
A nembe az alábbi 4 faj tartozik:
- Pseudocaranx chilensis (Guichenot, 1848)
- Pseudocaranx dentex (Bloch & Schneider, 1801)
- Pseudocaranx dinjerra Smith-Vaniz & Jelks, 2006
- Pseudocaranx wrighti (Whitley, 1931)